# Gentian Cici
Gentian Cici (Albania, 7 de abril de 1981) es un árbitro de baloncesto albanés, activo en la Basketball Bundesliga (BBL) y oficial de competiciones europeas de Euroliga y EuroCup. Fue árbitro en la Copa del Mundo FIBA 2019 en China.

## Trayectoria
- Liga nacional: Basketball Bundesliga (BBL, Alemania) desde 2021 (al menos).[4] Nombrado para el Playoff-Kader 2025 de la BBL.[8] Entrevista y perfil en medios alemanes confirman su actividad en BBL y Euroliga.[9]
- Euroliga: 2021–presente. Primeras designaciones documentadas en la RS 2021-22 (p. ej., Žalgiris–Zenit, 7-10-2021) y presencia continuada en 2022-23, 2024-25.[10][11][12] Se incorporó al refereeing collective en 2020.[13]
- EuroCup: 2015–presente. Registros desde 2015-16 y presencia regular en 2020-21 y 2024-25.[14][15][16][17]

## Partidos destacados
- Euroliga (RS 2024-25): AS Monaco – Crvena Zvezda (12-11-2024), designado; evidencia fotográfica oficial.[18]
- Euroliga (RS 2024-25): FC Barcelona – Maccabi Tel Aviv (05-02-2025).[19]
- EuroCup (2020-21): Unicaja – AS Monaco (09-03-2021).[15]
- EuroCup (2024-25): Budućnost – Trento (prórroga 110-108).[16]
- BBL, Final 2025 (Juego 3): Bayern Múnich – Ratiopharm Ulm (21-06-2025).[20]
- BBL-Pokal 2024/25: Bayern – SYNTAINICS MBC (15-02-2025).
- BIBL (Semifinal 2019): KK Blokotehna – Academic Plovdiv (designación).[21]

## Palmarés y reconocimientos
- Seleccionado para el colectivo arbitral de Euroleague Basketball (2020).[13]
- Nombrado en el Playoff-Kader 2025 de la BBL (postemporada 2024/25).[8]
- Árbitro FIBA World Cup 2019 (varios partidos de primera fase y clasificación).[5][6][7]